# Ентоні Вільянуева
Е́нтоні Вільянуе́ва (англ. Anthony Villanueva; нар. 18 березня 1945 — пом. 13 травня 2014, Кабуяо, Лагуна, Калабарсон) — філіппінський боксер напівлегкої ваги, призер Олімпійських ігор 1964.
Ентоні Вільянуева — син Хосе Вільянуева, боксера, призера Олімпійських ігор 1932.

## Аматорська кар'єра

### Виступ на Олімпіаді 1964
На Олімпійських іграх 1964 в Токіо Ентоні Вільянуева зайняв друге місце, ставши першим філіппінським спортсменом, який здобув срібну олімпійську медаль.
- В першому раунді переміг Джованні Джиргенті (Італія) — 3-2
- В другому раунді переміг Бена Хассана (Туніс) — 4-1
- В чвертьфіналі переміг Петра Гутмана (Польща) — RSC
- В півфіналі переміг Чарлза Браун (США) — 4-1
- В фіналі програв Станіславу Степашкіну (СРСР) — 2-3

## Подальша кар'єра
Після Олімпійських ігор Ентоні Вільянуева перейшов у професіонали. Провів 5 боїв, в яких переміг один раз і зазнав 3 поразки (ще один бій був визнаний таким, що не відбувся). 4 з цих боїв мали місце в 1965—1967 роках. Невдалі виступи на професійному рингу спонукали його спробувати акторську кар'єру, в якій він теж не досяг успіху. Пізніше Вільянуева працював охоронцем, тренером, вирушав на заробітки до США, але швидко повернувся.
В останні роки важко хворів і був прикутий до ліжка.